# Parastathes flavicans
Parastathes flavicans là một loài bọ cánh cứng trong họ Cerambycidae.